# A Halál ereklyéi

A Halál ereklyéinek szimbóluma

A Halál ereklyéi kifejezés három varázstárgyat jelöl J. K. Rowling kitalált Harry Potter-univerzumában.
|  | Alább a cselekmény részletei következnek! |

E három tárgy a Pálcák Ura, a Feltámadás Köve és a Láthatatlanság Köpenye. A felül látható ábra a Halál ereklyéinek szimbóluma: a függőleges vonal jelképezi a pálcát, a kör a követ, a háromszög a köpenyt. A történeten belüli legenda szerint három testvér (a Peverell fivérek: Antioch, Cadmus és Ignotus) kapták ezeket sok évszázaddal korábban magától a Haláltól. Az ereklyék sorsa a történelem során bizonytalan, de úgy tartják: aki egyesíti a három ereklyét, az a halál urává (értsd: legyőzőjévé) válik.

## Az ereklyék helye a sorozatban
A „Halál ereklyéi” kifejezés a sorozat első hat kötetében nem szerepel, a 7. – befejező – kötetnek azonban címadó eleme: Harry Potter és a Halál ereklyéi. Maguk az egyes ereklyék megjelennek a könyvekben:
- Dumbledore pálcája kezdettől szerepel a történetben;
- Gomold gyűrűje – benne a kővel – a 6. kötetben (Harry Potter és a Félvér Herceg) jelenik meg;
- Harry láthatatlanná tevő köpenye pedig rendszeres szereplője a regényeknek.

E tárgyakról azonban a 7. kötet második feléig nem derül ki, hogy bármi közük lenne egymáshoz.

## Az egyes ereklyék

### A Pálcák Ura

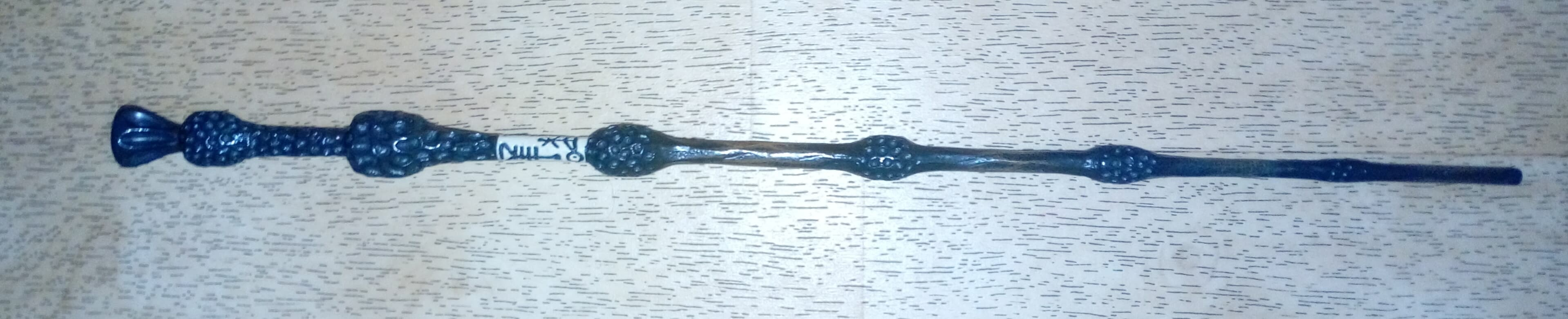

Más néven Bodzapálca, Végzet Pálcája, Halálvessző – ezeket a neveket tulajdonosaik adták a pálcának. (Az angol Elder Wand kifejezés egyaránt jelent „bodzapálcát” vagy „idősebb pálcát”.) Magját thesztrálszőr képzi, bodzafából készült, méretéről nincs adatunk.. Állítólagos tulajdonsága, hogy párbajban minden ellenfelét legyőzi, valójában azonban volt rá példa, hogy párbajban cserélt gazdát. A legenda szerint eredetileg Antioch Peverell kapta a Haláltól.
A pálca tulajdonosai:
- Antioch Peverell
- Elvetemült Emeric
- Egetverő Egbert
- Godelot
- Hereward
- Barnabas Deverill
- Loxias
- Arcus vagy Livius
- Gregorovics
- Gellert Grindelwald
- Albus Dumbledore
- Draco Malfoy – noha nem tudott erről, és ténylegesen soha nem birtokolta a pálcát.
- Harry Potter

Voldemort ellopta a Pálcák Urát Dumbledore sírjából, de nem vált tulajdonosává, mivel előző gazdáját nem győzte le. Voldemort legyőzése után Harry megjavította a saját magyal-főnixtoll pálcáját a bodzapálca segítségével, s a legyőzhetetlen pálcát visszatette Dumbledore sírjába. Ha Harry természetes halállal hal meg, a pálca elveszíti hatalmát, mert így olyan gazdája volt, akit nem győztek le. (Dumbledore terve is ez volt, de meghiúsult azzal, hogy Draco Malfoy lefegyverezte, s ezáltal elnyerte a bodzapálcát előző tulajdonosától, még annak halála előtt.

### A Feltámadás Köve

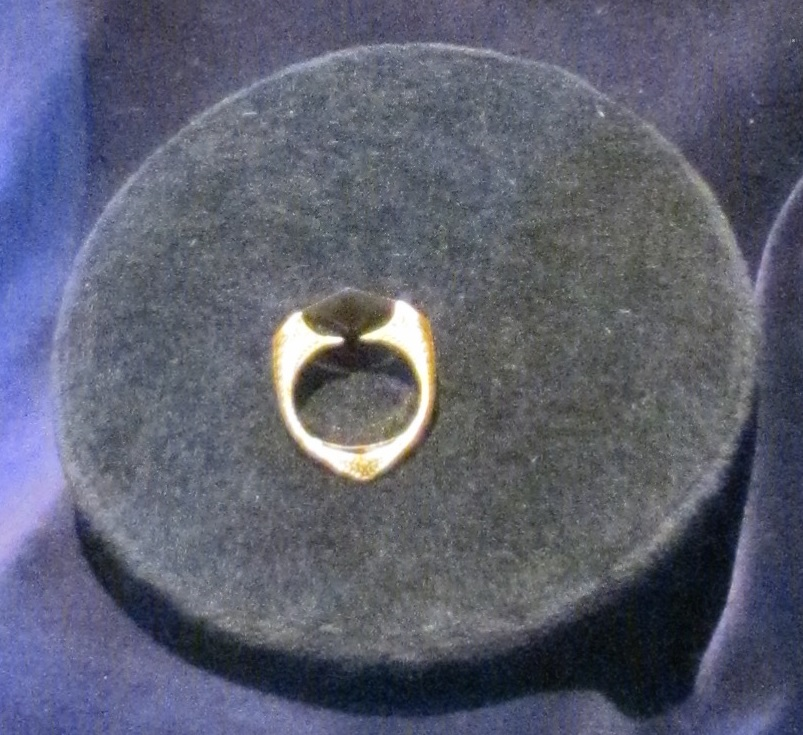

Egy fekete kő, amelybe belevésték a Halál ereklyéinek szimbólumát. Aki háromszor megforgatja a tenyerében, az elvileg visszahozhatja a halálból a számára kedves halottakat. Valójában azonban ez nem igazi feltámadás: a kő használatával a holtak árnyékszerű, „se-itt-se-ott” formában térnek vissza. A legenda szerint eredetileg Cadmus Peverell kapta a Haláltól. A kő utolsó ismert tulajdonosai:
- Rowle Gomold
- Morfin Gomold
- Voldemort
- Albus Dumbledore
- Harry Potter

A követ valamikor a századok során aranygyűrűbe foglalták, így került a Gomold család birtokába. Voldemort a gyűrűből horcruxot csinált, amit aztán Dumbledore pusztított el, miközben ő maga halálosan megsérült. Harry, amikor a halálára készült, a kő segítségével megidézte kedves halottait, tőlük kapott erőt ahhoz, hogy védekezés nélkül nézzen szembe a gyilkos átokkal. Eldobta a követ a Tiltott Rengetegben, s később szándékosan nem tért vissza, hogy megkeresse.

### A Láthatatlanság Köpenye

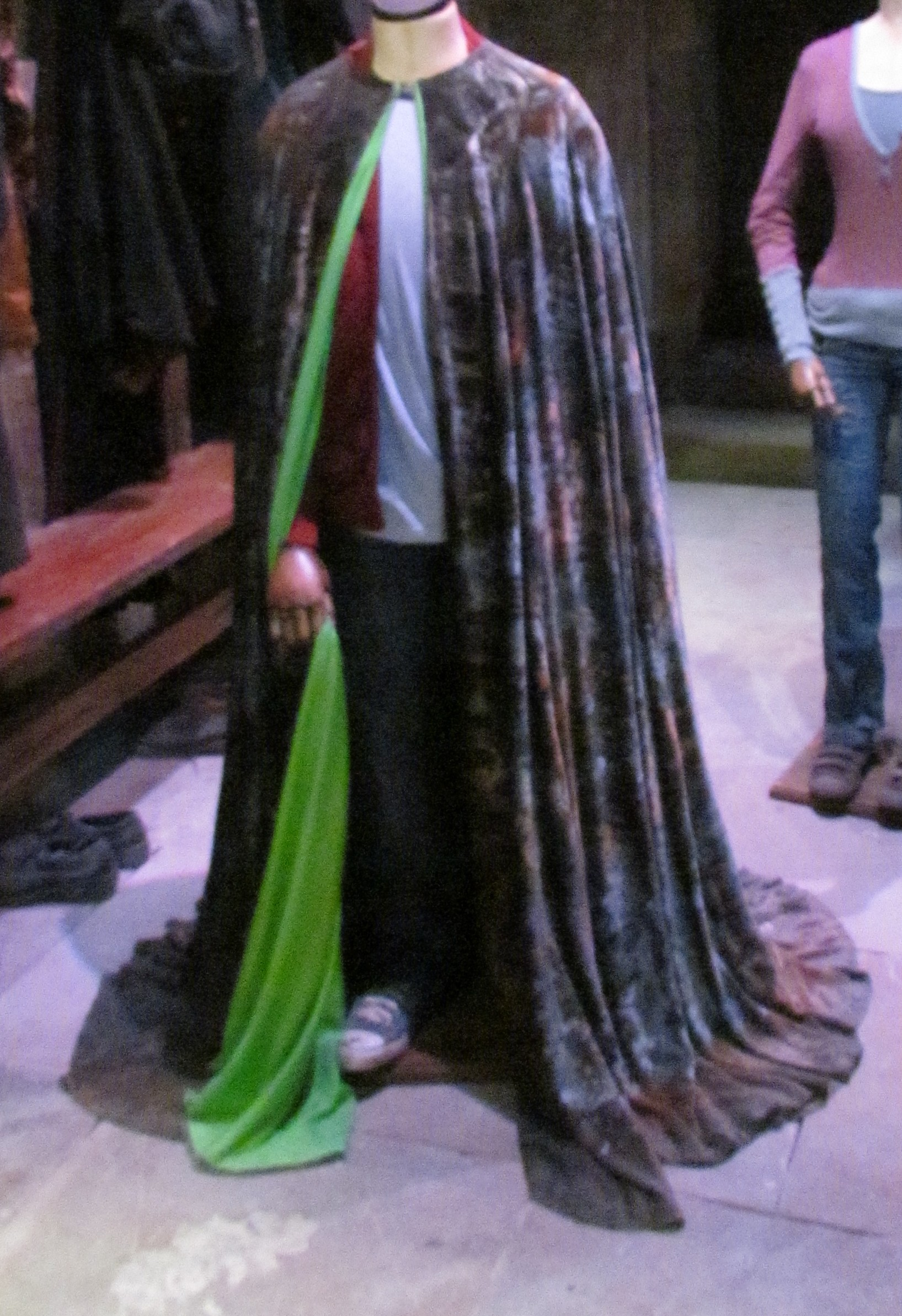

A köpenyt a legenda szerint Ignotus Peverell kapta a Haláltól. Ezüstös, nagyon könnyű, selyemszerű anyagból van, és tökéletes láthatatlanságot biztosít viselőjének, s mágiája az évszázadok alatt sem kopott meg, ellentétben más hasonló köpenyekkel. Ignotus közvetlen leszármazottai a Potterek, így a köpeny utolsó ismert tulajdonosai:
- Charlus Potter
- James Potter
- Albus Dumbledore
- Harry Potter

Halála előtt nem sokkal James megmutatta Dumbledore-nak a köpenyt, aki kölcsönkérte tanulmányozásra. Ő juttatta vissza Harrynek első roxfortos évében, aki aztán rendszeresen használta is, és – mint egyetlent az ereklyék közül – meg is tartotta.

## Az ereklyék egyesítése
Noha A három testvér meséje a varázsvilágban közismert gyerekmese, magukban az ereklyékben csak nagyon kevés varázsló hisz, sőt maga a „Halál ereklyéi” kifejezés sem mond semmit a többségnek. Akik azonban hisznek az ereklyékben, gyakorta egész életüket arra áldozzák, hogy felkutassák és egyesítsék a három ereklyét. A legenda kulcsgondolata ugyanis az „ereklyék egyesítése”: azt tartják, hogy akinek ez sikerül, az a halál urává válik.

### Az ereklyék és Albus Dumbledore
Dumbledore puszta legendának tartotta, hogy a Peverell fivérek a Haláltól kapták volna az ereklyéket. Ő maga úgy gondolta, hogy egyszerűen három kivételesen tehetséges varázsló készített három kivételesen nagyhatalmú és veszélyes tárgyat. Ugyanakkor Dumbledore egész életét meghatározták a Halál ereklyéi. Amikor ifjúkori barátjával, Gellert Grindelwalddal nagyratörő álmokat szőttek a varázsvilág felemeléséről, akkor kezdett foglalkozni az ereklyék egyesítésének gondolatával. Szüleinek, majd húgának, Arianának halála után élete végéig leghőbb vágya maradt, hogy családtagjait újra együtt lássa. Így amikor megszerezte a Feltámadás Kövét tartalmazó gyűrű-horcruxot, feledve minden bölcsességét és elővigyázatosságát, használni akarta a követ. A horcruxon ülő átok azonban működésbe lépett, és Dumbledore halálosan megsérült.
Dumbledore-nak mindhárom ereklye a birtokában volt, azonban az egyesítés mégsem sikerülhetett neki, mégpedig két okból. Először is soha nem tekintette magát a köpeny tulajdonosának, csupán őrzőjének. Másodszor: az ereklyék soha nem voltak egy időben a birtokában:
- a Pálcák Urát 1945-től 1997-ig (haláláig),
- a Feltámadás Kövét 1996-tól 1997-ig (haláláig),
- a Láthatatlanság Köpenyét 1981-től 1991 karácsonyáig birtokolta.

### Az ereklyék és Harry Potter
Harry az egyetlen, akinek valaha is sikerült egyesíteni a három ereklyét. A tárgyak apránként kerültek a tulajdonába, illetve birtokába, és apránként vált meg tőlük:
- Édesapja halálával 1981-ben megörökölte a Láthatatlanság Köpenyét, azonban csak tíz év múlva, 1991-ben került birtokába, amikor karácsonyi ajándék gyanánt Dumbledore visszaadta neki.
- Dumbledore végrendeletében ráhagyta azt a cikeszt, amelyet élete első kviddicsmeccsén elkapott. A cikeszt 1997. július 31-én kapta meg, de csak december végén jött rá arra, hogy a kis aranylabda valójában a Feltámadás Kövét rejti.
- 1998 márciusában legyőzte Draco Malfoy-t, aki ugyan soha nem birtokolta a Pálcák Urát, de mint Dumbledore legyőzője, tulajdonosa volt. Draco legyőzésével ő maga vált a Pálcák Urának gazdájává. Ezzel mindhárom ereklye tulajdonosává vált.
- 1998 májusában, amikor önként vállalta a halált, felnyílt a cikesz, és birtokába került a kő.
- Nem sokkal később a kő kicsúszott a kezéből, és eltűnt az erdőben.
- Aznap, a napfelkelte pillanatában Voldemort gyilkos átkot szórt rá a Pálcák Urával, azonban a bodzapálca nem bánthatta valódi gazdáját: az átok visszapattant, és Voldemortot sújtotta halállal; a pálca kirepült a kezéből, s Harry elkapta azt, így a Pálcák Ura is ténylegesen a birtokába került.
- A csata után konzultált Dumbledore portréjával, és úgy döntött, hogy a követ nem keresi meg, a pálcától önként megválik, a köpenyt azonban megtartja.

### A halál urának lenni
Harry hét éven keresztül életveszélyes kalandokban újra meg újra a halál közelébe kerül, s ezzel együtt kénytelen szembesülni a számára fontos emberek elvesztésével. Ennek során apránként megtanulja, hogy a halált legyőzni valójában nem azt jelenti, hogy az ember valamilyen varázslattal megragadja a halhatatlanságot – amint azt Voldemort és csatlósai, a halálfalók képzelték –, hanem hogy a halált önként elfogadja, mint az élet részét. Harry akkor válik a halál urává, amikor saját életére már nem mint végső, abszolút értékre tekint, amelyet mindenáron meg kell őriznie, hanem belátja, hogy élete csupán része egy nagyobb egésznek. Ezt fölismerve indul el, hogy fegyvertelenül nézzen szembe Voldemorttal, készen arra, hogy életét áldozza sokakért. Amikor lesújt rá a gyilkos átok, élet és halál mezsgyéjén tudatos, felelős döntéssel választja, hogy visszatér az életbe, és folytatja a rábízott feladatot, és még egyszer – utoljára – megküzd Voldemorttal.

## Lásd még
- Harry Potter-kronológia